# Potros Zitácuaro
Deportivo Zitácuaro, besser bekannt als Potros Zitácuaro, ist ein ehemaliger Fußballverein aus der Stadt Zitácuaro im mexikanischen Bundesstaat Michoacán.

## Geschichte
Die erfolgreichste Epoche der Potros (span. für Fohlen) waren die Jahre um die Jahrtausendwende. In der Saison 1995/96 gewann die Mannschaft die Meisterschaft der viertklassigen Tercera División und stieg in die drittklassige Segunda División auf. Anderthalb Jahre später gewannen die Potros das erstmals auf Basis einer Halbsaison ausgetragene Winterturnier (Invierno 1997), scheiterten jedoch im Aufstiegsfinale am Ende der Saison 1997/98 am Meister des Rückrundenturniers (Verano 1998) und mussten somit den Gallos de Aguascalientes den Aufstieg in die zweite Liga überlassen.
Im Sommer 2001 gewannen die Potros zum zweiten Mal die Meisterschaft der Segunda División, setzten sich am Ende der Saison 2000/01 gegen den Meister des Winterturniers 2000 (Águilas de Tamaulipas) durch und schafften den Aufstieg in die zweitklassige Primera División 'A'.
In der Hinrunde der Saison 2001/02 (Invierno 2001) verpassten die Potros als Dritter der Gruppe 4 die Qualifikation für die Repechaje, dem in dieser Saison einzigen Qualifikationsspiel zur Teilnahme an der im Play-off-Verfahren ausgetragenen Meisterschaftsendrunde, nur aufgrund eines weniger erzielten Punktes gegenüber Nacional Tijuana, dem Dritten der Gruppe 1.
Vor der Saison 2002/03 wurde die Zweitliga-Lizenz der Potros Zitácuaro nach Mexiko-Stadt transferiert, wo die Profimannschaft im Winterturnier 2002 (Hinrunde der Saison 2002/03) unter der Bezeichnung Potros D.F.  antrat, bevor hieraus der Club Tapachula geformt wurde, der ebenfalls nur eine Halbsaison existierte. Sowohl Potros D.F. als auch der Club Tapachula holten jeweils nur 15 Punkte aus 19 Spielen, so dass der Club Tapachula am Saisonende auch sportlich aus der zweiten Liga abstieg.

## Erfolge
- Meister der Tercera División: 1995/96
- Meister der Segunda División: Invierno 1997, Verano 2001